# Jemaïl Khemir
Jemaïl Khemir, né le 10 janvier 1983, est un footballeur professionnel tunisien.

## Carrière
- 2002-2004 : Club sportif de Korba ( Tunisie)[1]
- 2004-2010 : Stade tunisien ( Tunisie)[1]
- 2010-2012 : Olympique de Béja ( Tunisie)[1]
- 2012-2013 : Avenir sportif de La Marsa ( Tunisie)[1]
- 2013-2014 : Grombalia Sports ( Tunisie)[1]
- 2014-2015 : Avenir sportif de Kasserine ( Tunisie)[1]
- 2015-2016 : Club sportif de Korba ( Tunisie)[1]